# Damaeus coreanus
Damaeus coreanus är en kvalsterart som beskrevs av Aoki 1966. Damaeus coreanus ingår i släktet Damaeus och familjen Damaeidae. Inga underarter finns listade i Catalogue of Life.